# Acantholimon majewianum
Acantholimon majewianum är en triftväxtart som beskrevs av Eduard August von Regel. Acantholimon majewianum ingår i släktet Acantholimon och familjen triftväxter. Inga underarter finns listade i Catalogue of Life.